# Wolfgang Willrich
Wolfgang Willrich (Gottinga, 31 marzo 1897 – 18 ottobre 1948) è stato un artista tedesco, esponente dell'arte di propaganda della Germania nazista.
Nel 1933 fu assunto dal governo nazista, per il quale realizzò opere d'arte raffiguranti standard razziali idealizzati e ritratti di soldati e funzionari di partito.

## Biografia
Suo padre Hugo Willrich era un ellenista e professore onorario di filologia classica all'Università di Göttinga. Willrich iniziò a dipingere in tenera età. Nel 1915 frequentò l'Università delle arti di Berlino. 
Nel 1916 fu chiamato in servizio durante la prima guerra mondiale, prestando servizio come Feldwebel nel 251º reggimento di fanteria sul fronte occidentale, grazie al quale fu insignito della Croce di Ferro. Fu catturato dai francesi e internato a Orléans fino al 1920. Durante il suo internamento si occupò di arte di guerra. Dopo il suo rilascio riprese i suoi studi nel 1921 all'Accademia di Belle Arti di Dresda.
Dal 1933 al 1934 lavorò alla Camera della Cultura del Reich, ma fu costretto a lasciare il suo lavoro per via della sua vicinanza al Tannenbergbund. Lavorò poi per Richard Walther Darré, ministro dell'agricoltura del Reich. Nel 1935 rifiutò di diventare un membro a pieno titolo del partito nazista.
Willrich è autore di due libri sull'arte, Säuberung des Kunsttempels (La pulizia del tempio dell'arte) e Des Edlen Ewiges Reich (Del nobile, eterno Reich). I libri condannavano l'arte della Repubblica di Weimar, tacciandola come degenerata, e incoraggiavano l'espressione della coscienza razziale nell'arte. 
Nel 1945 Willrich fu catturato dall'esercito statunitense in Normandia e imprigionato. Fu rilasciato nel 1946.
Morì nel 1948. Aveva intrapreso un'autobiografia che fu completata dalla moglie nel 1987.